# Bul Kuol
Bul Kuol (10 gennaio 1997) è un cestista sudsudanese con cittadinanza australiana.

## Carriera
Con il Sudan del Sud ha disputato le Olimpiadi 2024.